# Базилика Святых Михаила и Флориана
Базилика Святых Михаила и Флориана (пол. Bazylika Świętych Michała i Floriana) — кафедральный собор в епархии Варшавы-Праги Римско-католической церкви в столице Польши. Храм расположен в историческом районе Прага. Собор построен в неоготическом стиле. В 1997 году ему был присвоен статус малой базилики.

## История
В конце XIX века католическая община Праги приняла решение построить на современной площади Ветеранов 1863 года католический храм, отчасти в противовес православному собору Святой Марии Магдалины и находившимся в то время здесь административным учреждениям Российской империи. Строительство велось с 1887 по 1904 году строительной компанией Владислава Чосновского по проекту архитектора Юзефа Пиуса Дзеконьского. Собор был освящён в 1901 году в честь святого Михаила Архангела и святого Флориана, покровителя Польши.
Во время Второй мировой войны при обороне Варшавы в 1939 году храм служил убежищем для гражданского населения. Собор был взорван нацистами в сентябре 1944 года после Варшавского восстания. Он стоял в руинах до 1950 года, когда по инициативе местных жителей началось его восстановление. Храм был снова открыт для посещения в 1972 году.
С 1992 года является кафедральным собором Римско-католической епархии Варшавы-Праги. В 1997 году присвоен статус малой базилики. В ноябре 1994 году в соборе установлена мемориальная плита жертвам штурма Праги в 1794 году. В августе 2005 года перед базиликой был поставлен памятник священнику Игнацию Скорупке, герою обороны Варшавы в 1920 году.

## Описание
Храм построен в неоготическом стиле. Он представляет собой трёхнефную базилику с трансептом. По бокам над фасадом возвышаются две 75-метровые башни с медными крышами покрытыми зелёной патиной. Над главным порталом мозаика «Христос Спаситель», над боковыми порталами мозаики «Герб Праги» и «Герб Казимежа Романюка, первого епископа Варшавы-Праги».
Интерьер также оформлен кирпичной текстурой в стиле мазовецкой готики. На постаменте в правом нефе стоит, выполненная в стиле барокко, статуя святого Флориана.